# Kladno (ort i Tjeckien, Pardubice)
Kladno är en ort i Tjeckien.   Den ligger i regionen Pardubice, i den centrala delen av landet, 120 km öster om huvudstaden Prag. Kladno ligger 603 meter över havet och antalet invånare är 245.
Terrängen runt Kladno är platt västerut, men österut är den kuperad. Terrängen runt Kladno sluttar norrut. Runt Kladno är det ganska tätbefolkat, med 60 invånare per kvadratkilometer. Närmaste större samhälle är Hlinsko, 5,5 km väster om Kladno. Omgivningarna runt Kladno är en mosaik av jordbruksmark och naturlig växtlighet.